# Aleuropleurocelus abnormis
Aleuropleurocelus abnormis là một loài côn trùng cánh nửa trong họ Aleyrodidae, phân họ Aleyrodinae.
Aleuropleurocelus abnormis được Quaintance miêu tả khoa học đầu tiên năm 1900.